# Sonita Alizadeh
Sonita Alizadeh   (Afganistan, 1996) és una rapera i activista afganesa que s'ha significat en contra dels matrimonis forçats als països de tradició musulmana. Es va donar a conèixer quan va publicar "Brides for sale", un videoclip on denuncia el fet de les noies que les seves famílies venen per a matrimoni.
Va filmar el vídeo, sabent que a l'Iran, on vivia aleshores, és il·legal per a les dones cantar en públic. Després de publicar el vídeo a Youtube, l'organització Strongheart va contactar amb ella i li va oferir un visat i una beca d'estudis per als Estats Units, on resideix actualment. Amb ajuda de la cineasta iraniana Rokhsareh Ghaem Maghami, va documentar la seva història en la pel·lícula Sonita.

## Biografia
Alizadeh va créixer a Herat, Afganistan, sota el règim talibà. La seva família va considerar de vendre-la com a núvia quan tenia només 10 anys. Més tard la seva família va fugir a l'Iran. Allà, va treballar netejant banys mentre aprenia a llegir i escriure de forma autodidacta. Durant aquest temps també va descobrir la música del raper iranià Yas i del nord-americà Eminem. Inspirada per la seva música, va començar a escriure les seves pròpies cançons. El 2014 va participar en un concurs dels Estats Units d'Amèrica escrivint una cançó per a aconseguir que les persones afganeses votessin a les seves eleccions. Va guanyar un premi de 1000 dòlars que va enviar a la seva mare que havia tornat a Afganistan.

## Brides for sale
Poc després d'haver guanyat el concurs, quan tenia 16 anys, la seva mare va demanar-li que tornés a l'Afganistan dient-li que havia trobat un home a qui vendre-la. La seva mare intentava guanyar un dot de 9.000 dòlars perquè el seu germà gran es pogués comprar una núvia. Llavors, Rokhsareh Ghaem Maghami, directora del documental Sonita, va pagar-li 2000 dòlars a la mare de la Sonita i li'n va demanar una pròrroga de sis mesos. La jove va escriure Brides for sale i Rokhsareh Ghaem Maghami va filmar-ne el vídeo musical, el qual va obtenir rellevància internacional.

## Present
Actualment viu a Utah i assisteix a l'escola Wasatch Academy amb una beca completa. A més d'assistir a classe, continua escrivint cançons. El documental Sonita, es va estrenar a l'International Documentary Filmfestival Amsterdam el novembre de 2015, obtenint critiques positives.
La pel·lícula va entrar al Festival de Cinema de Sundance i va guanyar el Gran Premi del Jurat i el Premi del Públic; al Festival Internacional de Cinema de Seattle, el maig de 2016, la pel·lícula es va projectar amb la sala plena i va tenir una acollida excepcionalment favorable. El mateix any, Sonita va inaugurar també el DocsBarcelona.